# 偏在
| ウィキペディアには「偏在」という見出しの百科事典記事はありません（タイトルに「偏在」を含むページの一覧/「偏在」で始まるページの一覧）。 代わりにウィクショナリーのページ「偏在」が役に立つかもしれません。 |